# Polynema aspidioti
Polynema aspidioti är en stekelart som beskrevs av Girault 1911. Polynema aspidioti ingår i släktet Polynema och familjen dvärgsteklar. Inga underarter finns listade i Catalogue of Life.